# Quercus monimotricha
Quercus monimotricha (Hand.-Mazz.) Hand.-Mazz. – gatunek roślin z rodziny bukowatych (Fagaceae Dumort.). Występuje naturalnie w Mjanmie oraz południowych Chinach (w zachodnim Junnanie oraz południowo-zachodnim Syczuanie). 

## Morfologia
PokrójZimozielony krzew dorastający do 1–2 m wysokości.
LiścieBlaszka liściowa ma kształt eliptyczny do odwrotnie jajowatego. Mierzy 2–3,5 cm długości oraz 1,5–3 cm szerokości, jest ząbkowana na brzegu, ma nasadę od zaokrąglonej do sercowatej i wierzchołek od tępego do ostro zakończonego. Ogonek liściowy jest owłosiony i ma 3 mm długości.
OwoceOrzechy zwane żołędziami o jajowatym kształcie, dorastają do 10–13 mm długości i 8–10 mm średnicy. Osadzone są pojedynczo w kubeczkowatych miseczkach, które mierzą 3–4 mm długości i 10 mm średnicy. Orzechy otulone są w miseczkach do 10–20% ich długości.

## Biologia i ekologia
Rośnie w lasach. Występuje na wysokości od 2000 do 3500 m n.p.m. Kwitnie od czerwca do lipca, natomiast owoce dojrzewają we wrześniu.